# Sarki csér

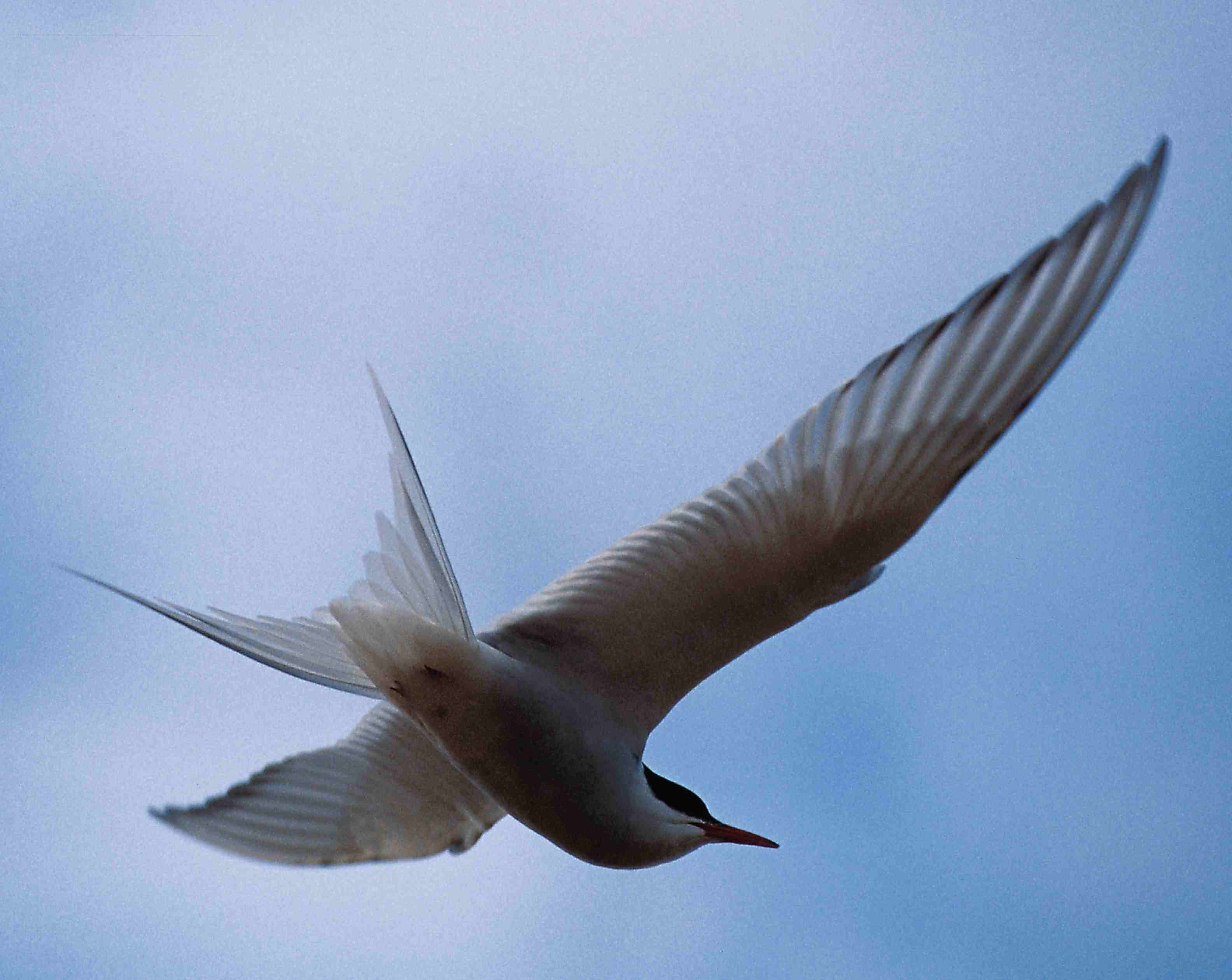
Keresztülrepüli a földet

A sarki csér (Sterna paradisaea) a madarak (Aves) osztályának lilealakúak (Charadriiformes) rendjébe, ezen belül a csérfélék (Sternidae) családjába tartozó faj.
Nyár végén a madár útra kel, és az Északi-Jeges-tengertől, a kontinensek partjai mentén az Antarktiszra repül. Rajta kívül bolygónk egyetlen vándormadara sem tesz meg ilyen hosszú, kb. 35 000 km-es utat. A délsarki nyár végén ismét felkerekedik, és visszafelé is megteszi ezt az utat.

## Származása, elterjedése
Eurázsia és Észak-Amerika északi részén költ. Az északiról a déli sarkvidékig vándorol, általában az óceán partvonalán. Tenger- és folyópartokon, tundrák tavainál fészkel, az év többi részét a tenger fölött tölti.

## Megjelenése, felépítése
Átlagos testhossza 33–35 centiméter, szárnyfesztávolsága 75–85 centiméteres, testtömege 75–85 gramm. Feje teteje (sapkája) fekete, a csőre és lába élénk piros. Egész megjelenése a Közép-Európában elterjedt küszvágó csérhez rendkívül hasonló, attól terepen igen nehéz megkülönböztetni. Elkülönítő bélyege rövid lába, a csőre hegyéről hiányzó fekete szín. Röptében hosszabb farka és a szárny hegyének határozott fekete szegélye különbözteti meg a küszvágó csértől.

## Életmódja, élőhelye
Halevő. Zsákmányát zuhanó repüléssel a vízbe vetődve akár 1–6 méter mélyen is meg tudja fogni. Keskeny szárnya és villás farka ideális repülővé teszi.
Körülbelül 30 évet él, és ezalatt összesen 2,5 millió kilométert repül — ez Föld–Hold távolság több mint hatszorosa.

### Szaporodása
Nagy telepekben költ, a fészkét sekély gödörben alakítja ki és rendszerint kis kagylóhéjakkal béleli. Fészekalja 2-3 tojásból áll, amelyeken 20–24 napig kotlik.
|  |  |

## Vonulása és kárpát-medencei előfordulása
A világon a leghosszabb vonulási utat bejáró madárfaja. Az északi sarkvidék peremén fekvő fészkelőhelyeiről az Antarktisz körüli vizekre vonul telelni. A vonulás során a tengerek és óceánok felett repül, kihasználva az uralkodó széljárást. 
Az európai kontinens belsejébe csak ritkán jut el. Magyarországon ritka vendég, csak kóborló példányok fordulnak elő; ezek valószínűleg a folyóvölgyekben jutnak el nagyobb tavainkhoz. Leggyakrabban a Fertő mellett Mekszikópusztán figyelték meg.

## Természetvédelmi helyzete
Magyarországon védett, természetvédelmi értéke 25 000 forint.